# نق‌افزار
نِق‌افزار  (nagware, begware, annoyware)  در علوم رایانه و فناوری اطلاعات نرم‌افزاری مشروط است که مکرراً به‌طرز آزاردهنده‌ای به کاربر تذکر می‌دهد که باید با پرداخت وجه، نرم‌افزار را به ثبت برساند